# Yannick Mukunzi
Yannick Mukunzi (Kigali, 2 ottobre 1995) è un calciatore ruandese, centrocampista del Sandvikens IF e della nazionale ruandese.

## Carriera

### Club
Dopo aver giocato per anni nel campionato ruandese tra l'APR della capitale Kigali e il Rayon Sports della cittadina di Nyanza, Mukunzi è approdato in prestito in Svezia per la stagione 2019, trascorsa nella terza serie nazionale con la maglia del Sandvikens IF. Nonostante un intervento al ginocchio, ha convinto la dirigenza del club scandinavo ed è stato rilevato a titolo definitivo a partire dalla stagione 2020.

### Nazionale
Mukunzi fa parte della nazionale ruandese dal 2015.

## Palmarès

### Club

#### Competizioni nazionali
- Campionato ruandese: 4

APR: 2014-2015, 2015-2016, 2017-2018
Rayon Sports: 2018-2019